# بخش کومارام بهیم
بخش کومارام بهیم (به انگلیسی: Komaram Bheem district) یک منطقهٔ مسکونی در هند است که در تلانگانا واقع شده‌است. بخش کومارام بهیم ۴٬۸۷۸ کیلومتر مربع مساحت و ۵٬۱۵٬۸۱۲ نفر جمعیت دارد.